# 小林柊矢
小林 柊矢（こばやし とうや、2001年1月23日 - ）は日本の男性シンガーソングライター。神奈川県相模原市出身。血液型はA型。テレビ朝日ミュージック所属、レーベルはPolydor Recordsである。
幼少期から野球に人生を捧げていた。小学生の時には全国大会への出場経験もある。ポジションはキャッチャーだった。高校は神奈川県立綾瀬高校へ進学。野球部へ所属したが、肘を壊したことをきっかけに音楽の道へ進んだ。卒業後は、音楽の専門学校ESP学園へ進学したが、1年生の時に退学した。
その後現在の事務所テレビ朝日ミュージックに所属。インディーズで「ドライヤー」「ハッピーエンドの前説」「大人になる前に」「茶色のセーター」「ありふれたラブソング」の配信とミニアルバム「オトナノカイダン」を配信。その後はユニバーサルミュージックと契約し、2021年11月24日「君のいない初めての冬」でメジャーデビュー。「レンズ」「白いワンピース」「名残熱」「笑おう」「HONEY」「ハイライト」の配信、EP「あの頃の自分に会えるなら」フルアルバム「柊」をリリースしている。
CM、ドラマ、アニメのタイアップ曲にも多数起用されている。

## ディスコグラフィー

### インディーズ

#### 配信シングル
|     | リリース日     | タイトル             |
| --- | -------------- | -------------------- |
| 1st | 2020年8月14日  | ドライヤー           |
| 2nd | 2020年10月16日 | ハッピーエンドの前説 |
| 3rd | 2020年12月16日 | 大人になる前に       |
| 4th | 2021年4月7日   | 茶色のセーター       |
| 5th | 2021年8月25日  | ありふれたラブソング |

#### 配信ミニアルバム
| 1st | リリース日    | タイトル         | 収録曲                                                                                              |
| --- | ------------- | ---------------- | --------------------------------------------------------------------------------------------------- |
| 2nd | 2021年4月28日 | オトナノカイダン | 1. ビルの向こう 2. 茶色のセーター 3. 嫉妬 4. かけたてのパーマネント 5. 冒険家たち 6. 忘れないように |

### メジャー

#### 配信シングル
|     | リリース日     | タイトル             | 備考                       |
| --- | -------------- | -------------------- | -------------------------- |
| 1st | 2021年11月24日 | 君のいない初めての冬 | MV出演：水野舞菜, 久保侑大 |
| 2nd | 2022年1月23日  | レンズ               | MV出演：南りほ             |
| 3rd | 2022年7月15日  | 白いワンピース       | MV出演：稲垣莉生           |
| 4th | 2022年10月7日  | 名残熱               | MV出演：三浦孝太、鈴木美羽 |
| 5th | 2023年1月18日  | 笑おう               |                            |
| 6th | 2023年7月2日   | HONEY                |                            |
| 7th | 2024年10月4日  | ハイライト           |                            |

## タイアップ
| 曲名                 | タイアップ                                                                       |
| -------------------- | -------------------------------------------------------------------------------- |
| 死ぬまで君を知ろう   | MBSドラマ「不幸くんはキスするしかない!」エンディング主題歌                       |
| 愛がなきゃ           | テレビ東京 金曜8 時のドラマ「今野敏サスペンス 機捜235×強行犯係 樋口顕」主題歌    |
| 笑おう               | ABCテレビドラマ「なにわの晩さん! 美味しい美味しい走り飯」主題歌                  |
| スペシャル           | FMヨコハマ ウィンターキャンペーン「Hot Winter Magic」キャンペーンソング          |
| 君のいない初めての冬 | ABEMA『私の年下王子さま 100人の王子編』挿入歌                                    |
| あの人のため         | テレビ神奈川『tvkプロ野球中継 横浜DeNAベイスターズ熱烈LIVE』2023年度テーマソング |
| HONEY                | TVアニメ「うちの会社の小さい先輩の話」オープニングテーマ                         |
| ドラマ               | ジョージア 冬の2分ドラマ「毎日って、けっこうドラマだ。」主題歌                   |
| ハイライト           | 東洋建設テレビCM「どこまで愛せるか」篇テーマソング                               |

## ライブ

### ワンマン・主催イベント
| 年   | タイトル                                                       | 公演日       | 会場                           |
| ---- | -------------------------------------------------------------- | ------------ | ------------------------------ |
| 2021 | 1stワンマンライブ ～僕ら希望を探せる天才冒険家～               | 10月15日(金) | duo MUSIC EXCHANGE             |
| 2022 | 1st ワンマンツアー ～みんなに逢いにいきます～                  | 6月5日(日)   | SHIBUYA PLEASURE PLEASURE      |
| 2022 | 1st ワンマンツアー ～みんなに逢いにいきます～                  | 6月10日(金)  | LIVE SPACE CONPASS             |
| 2022 | 1st ワンマンツアー ～みんなに逢いにいきます～                  | 6月11日(土)  | 伏見ライオンシアター           |
| 2022 | 108の日(トウヤノヒ)                                            | 10月8日(土)  | 渋谷WWW X w/鈴木鈴木, 舟津真翔 |
| 2022 | 小林柊矢 "RESPECT vol.1 ～Hiplin～"                            | 10月21日(金) | 梅田バナナホール w/Hiplin      |
| 2023 | 小林柊矢 one-man LIVE「ねぇほら笑ってよ」                      | 3月11日      | 大手町三井ホール               |
| 2023 | 小林柊矢 one-man LIVE「ねぇほら笑ってよ」                      | 4月14日      | 梅田バナナホール               |
| 2023 | FM福岡 presents 小林柊矢～一夜限りの弾き語りスペシャルライブ～ | 4月1日       | 天神ROOMS                      |
| 2023 | 108の日〜2023                                                  | 10月8日(日)  | 代々木公園野外音楽ステージ     |
| 2023 | 小林柊矢 one-man LIVE『リスタート』                            | 12月3日(日)  | ヒューリックホール東京         |
| 2024 | 108の日〜2024〜                                                | 10月8日(火)  | Shibuya eggman                 |
| 2024 | 小林柊矢 one-man LIVE 2024『チューニング』                     | 12月22日(日) | 代官山UNIT                     |
|      |                                                                |              |                                |

### 出演イベント
- 2021年10月09日 - FM802 MINAMI WHEEL 2021
- 2022年01月15日 - 上野大樹・小林柊矢・KEISUKE 3man Live
- 2022年04月16日 - トアロード・アコースティック・フェスティバル2022
- 2022年09月19日 - SOUND NEST vol.1
- 2022年09月26日 - SOUTH SIDE PLAY 2nd ～MINAMI WHEEL EDITION～
- 2022年10月01日 - Date fm Fantastic Forty "MEGA★ROCKS 2022"
- 2022年10月10日 - Eggs presents FM802 MINAMI WHEEL 2022